# Noruega en los Juegos Olímpicos de París 1900
Noruega estuvo representada en los Juegos Olímpicos de París 1900 por un total de 7 deportistas que compitieron en 2 deportes.  

## Medallistas
El equipo olímpico noruego obtuvo las siguientes medallas:
| Nombre                                                              | Deporte   | Competición                      |
| ------------------------------------------------------------------- | --------- | -------------------------------- |
| Oro                                                                 |           |                                  |
| —                                                                   |           |                                  |
| Plata                                                               |           |                                  |
| Ole Østmo                                                           | Tiro      | Rifle en posición de pie 300 m M |
| Ole Østmo Hellmer Hermandsen Tom Seeberg Ole Sæther Olaf Frydenlund | Tiro      | Rifle por eqs. 300 m M           |
| Bronce                                                              |           |                                  |
| Carl-Albert Andersen                                                | Atletismo | Salto con pértiga M              |
| Ole Østmo                                                           | Tiro      | Rifle en posición tendida M      |
| Ole Østmo                                                           | Tiro      | Rifle en tres posiciones 300 m M |